# Villa Croix-Nivert
La villa de la Croix-Nivert est une voie du quartier Necker du 15e arrondissement de Paris. 

## Origine du nom
La voie tient son nom de sa proximité avec la rue de la Croix-Nivert qui a pris sa dénomination en raison d'une croix qui était située à l'angle de cette rue et de la rue Lecourbe.

## Historique
Une première partie de cette voie a été ouverte en 1911. La seconde partie a été créée en 1972 sous le nom provisoire de voie « AC/15 », lors de la rénovation du secteur Sablonnière. Les deux parties ont été réunies sous le même nom le 15 février 1973.
Les panneaux de la Ville de Paris indiquent « villa Croix Nivert », mais la dénomination officielle (Fantoir) est « villa de la Croix-Nivert ».